# 서산 문수사 금동여래좌상 복장유물
서산 문수사 금동여래좌상 복장유물(瑞山 文殊寺 金銅如來坐像 腹藏遺物)은 충청남도 유형문화재 제34호로 지정된 금동여래좌상에서 나온 것인데, 1993년 불상은 도난당하고 복장유물만이 전해진다. 2008년 8월 28일 대한민국의 보물 제1572호로 지정되었다.

## 개요
서산 문수사 금동여래좌상 복장유물은 충청남도 유형문화재 제34호로 지정된 금동여래좌상에서 나온 것인데, 1993년 불상은 도난당하고 복장유물만이 전해진다.
문수사 금동여래좌상의 복장에서는 경전·다라니 등의 인쇄자료와 발원문 및 물목을 기재한 필사자료 등 17종 504종에 이르는 다양한 전적류와 함께 고려말 제작된 복식(답호)과 각종 직물류 및 팔엽통 등의 유물이 발견되었다.
전적류 복장유물에서 인쇄자료 중 ‘묘법연화경’과 ‘인왕호국반야바라밀경(仁王護國般若波羅蜜經)’은 각각 각필과 석독구결(釋讀口訣)이 있어 국어사 연구에 귀중한 자료로 평가되며 필사자료 중 ‘至正六年(1346)’의 연기(年記)를 지닌 발원문과 복장물목은 불상의 조성연대와 복장시기 및 복장된 품목을 확인할 수 있는 중요한 자료이다. 이 외 각종 다라니와 충전용지 등이 있는데, 이들 모두 1346년에 함께 납입된 것이다. 이들 전적류 복장유물은 국어학, 서지학, 불교사, 미술사 등 다양한 분야에 걸쳐 학술적으로 의미 있는 자료임과 동시에 문화재적 가치 또한 높은 것으로 평가된다.
복장유물 가운데는 복식(답호) 1점을 비롯하여 다양한 직물류가 발견되었는데, ‘답호’는 고려말기 ‘포(袍)’의 연구에 매우 중요한 유물로 평가되며, 직물류 역시 보존상태가 좋아 고려시대 염색 및 전통색상을 알 수 있는 귀중한 자료이다.
이 외, 팔엽통, 방울, 구슬류 등의 유물이 함께 발견되어 전해진다.

## 지정 유물 목록

### 전적류
| 순번 | 명칭                                    | 수량  | 시대                 | 크기(세로x가로cm)                 |
| ---- | --------------------------------------- | ----- | -------------------- | --------------------------------- |
| 1    | 至正六年記發願文                        | 1장   | 1346년 (고려충목왕2) | 54.7×51                           |
| 2    | 彌陀腹藏入物色記                        | 1장   | 1346년               | 35×36                             |
| 3    | 伽耶山 文殊寺 堂主彌 腹藏同願文         | 1매   | 1346년               | 50.3×52                           |
| 4    | 伽耶山 文殊寺 堂主彌 腹藏發願文         | 1매   | 1346년               | 50.5×520                          |
| 5    | 八葉同封箴紙帶                          | 1점   | 1346년               | 9.7×4.9                           |
| 6    | 妙法蓮華經 卷第7                        | 1첩   | 13세기               | 31.6×11.5(1折)                    |
| 7    | 仁王護國般若波羅蜜經                    | 5장   | 13세기               | 30.8×57                           |
| 8    | 高王觀世音經                            | 1장   | 1346년               | 27.9×55.6                         |
| 9    | 金光明經 卷四                           | 1장   | 1346년               | 29.1×55.8                         |
| 10   | 五大眞言                                | 1장   | 1346년               | 29×60                             |
| 11   | 壽昌二年敎藏刊記面                      | 1장   | 1346년               | 36.1×16.1                         |
| 12   | 佛頂放無垢光明普門觀察一切如來心陀 羅尼 | 62장  | 1346년               | 2장：52.4×29.8 60장：37.5×33.5    |
| 13   | 大華手經                                | 10장  | 1346년               | 38.1×38.2                         |
| 14   | 斷瘟眞言                                | 10장  | 1346년               | 53.2×27.4                         |
| 15   | 梵字圓相諸眞言曼茶羅                    | 246장 | 1346년               | 34.5×34.5                         |
| 16   | 佛頂心印陀羅尼                          | 82장  | 1346년               | 37.5×33 51.6×29.5                 |
| 17   | 충전용지                                | 79장  | 1346년               | 大：58×53 小：35×37.5 墨書：36×14 |
| 계   | 계                                      | 504점 | 504점                | 504점                             |

### 직물류
| 연번 | 유물명칭                              | 수량 | 시대                    | 크기(경사x위사, 장축cm)          |
| ---- | ------------------------------------- | ---- | ----------------------- | -------------------------------- |
| 1    | 黑綠色絹                              | 2    | 고려 후기 (1346년 납입) | 12.1×9(ㄱ자형) 3.7×5.9(사다리꼴) |
| 2    | 藍色紬                                | 1    | 〃                      | 52×51                            |
| 3    | 朱黃色絹                              | 1    | 〃                      | 13.5×10.5(삼각형)                |
| 4    | 黃白色絹                              | 1    | 〃                      | 11.1×8.8(방형)                   |
| 5    | 淡黃色絹                              | 1    | 〃                      | 9.5×8.7(원형)                    |
| 6    | 靑綠色絹                              | 1    | 〃                      | 9.6×7.1(방형)                    |
| 7    | 黃色紬                                | 1    | 〃                      | 55.7×27.9                        |
| 8    | 鴉靑色紬                              | 1    | 〃                      | 84.5×46                          |
| 9    | 黃色絹                                | 1    | 〃                      | 11×4.9                           |
| 10   | 朱黃色紬 잔편                         | 17   | 〃                      | 일괄                             |
| 11   | 朱黃色紬 잔편                         | 3    | 〃                      | 일괄                             |
| 12   | 素色生                                | 1    | 〃                      | 53.6×49.5                        |
| 13   | 藍色素綾                              | 3    | 〃                      | 일괄                             |
| 14   | 朱紅色素綾                            | 1    | 〃                      | 6.1×44.3                         |
| 15   | 玉色素綾                              | 1    | 〃                      | 12.9×1.6                         |
| 16   | 黃色素綾 잔편                         | 7    | 〃                      | 일괄                             |
| 17   | 龜背地八葉 龍紋綾                     | 1    | 〃                      | 50.3×6.5                         |
| 18   | 黃色龜甲紋綾                          | 1    | 〃                      | 14×24.3                          |
| 19   | 鴉靑色卍字龍紋綾                      | 1    | 〃                      | 14×8                             |
| 20   | 玉色雲寶紋綾                          | 1    | 〃                      | 14.8×28.8                        |
| 21   | 玉色花紋綾                            | 1    | 〃                      | 2.1×8.5                          |
| 22   | 玉色寶紋綾 잔편                       | 4    | 〃                      | 일괄                             |
| 23   | 綠黃色紋綾 잔편                       | 8    | 〃                      | 일괄                             |
| 24   | 黃色四葉 龍紋紗                       | 2    | 〃                      | ① 37.7×3.4 ② 4.5×30.6            |
| 25   | 黑色素羅 잔편                         | 1    | 〃                      | 일괄                             |
| 26   | 綠黃色小紋羅                          | 1    | 〃                      | 48.7×47.5                        |
| 27   | 蔓草龍紋羅                            | 1    | 〃                      | 28×56.1                          |
| 28   | 深靑素羅                              | 1    | 〃                      | 8×7                              |
| 29   | 朱黃色石榴紋粧金紗                    | 1    | 〃                      | 2.9×19.4                         |
| 30   | 淡紅鳥紋織銀綾                        | 1    | 〃                      | 4.8×6                            |
| 31   | 靑色鴛鴦紋織金綾                      | 1    | 〃                      | 2.7×7.3                          |
| 32   | 靑色小花紋織銀綾                      | 1    | 〃                      | 5.8×8.3                          |
| 33   | 淡靑色穿花鳳凰紋地印雌黃 水波魚龍紋羅 | 1    | 〃                      | 47.9×19                          |
| 34   | 朱黃絞絹                              | 1    | 〃                      | 24.3×23.2                        |
| 35   | 五色絲                                | 2    | 〃                      | 일괄                             |
| 36   | 紵布斷片                              | 2    | 〃                      | ① 18.8×10.8 ② 18×5               |
| 37   | 絲紵交織搭胡                          | 1    | 〃                      | 111×62                           |
| 소계 | 소계                                  | 77점 | 77점                    | 77점                             |

### 기타
| No   | 명칭                            | 수량 | 시대                    | 크기(cm)          | 비고                       |
| ---- | ------------------------------- | ---- | ----------------------- | ----------------- | -------------------------- |
| 1    | 八葉筒                          | 1    | 고려 후기 (1346년 납입) | 높이 7.0 직경 6.5 |                            |
| 2    | 乾飯                            | 일괄 | 〃                      | -                 | 팔엽통 내 발견 유물        |
| 3    | 心柱                            | 1    | 〃                      | 직경 1.3          | 팔엽통 내 발견 유물        |
| 4    | 心鏡                            | 1    | 〃                      | 직경 5.5          | 팔엽통 내 발견 유물        |
| 5    | 五香, 五藥, 五寶, 五黃, 五穀 등 | 일괄 | 〃                      | -                 | 팔엽통 내 오보 병에서 발견 |
| 6    | 喉鈴                            | 1    | 〃                      | 직경 7.0          | 불상의 喉部에 서 발견      |
| 7    | 朱色小珠                        | 4    | 〃                      | 직경 0.4          | 불상내부                   |
| 8    | 藍色小朱                        | 1    | 〃                      | 직경 0.5          | 불상내부                   |
| 소계 | 소계                            | 8종  | 8종                     | 8종               | 8종                        |

## 같이 보기
- 서산 문수사 금동여래좌상 (충청남도 유형문화재 제34호)

## 참고 문헌
- 서산 문수사 금동여래좌상 복장유물 - 국가유산청 국가유산포털
- 서산 문수사 금동여래좌상 복장유물 - 한국향토문화전자대전